# Wikitel
Wikitel fue un compendio profesional sobre Tecnología de la Información y Telecomunicaciones en forma de wiki patrocinado por la Comisión del Mercado de las Telecomunicaciones de España (CMT).

## Historia
El proyecto fue inicialmente creado por la empresa Nexion Ventures, cuyo socio único y administrador, Juan José Zubeldia, había sido consejero de la CMT en representación del Partido Nacionalista Vasco entre 1996 y 2002. Tiempo después, Zubeldia presentó el proyecto a la CMT, y esta se lo compró.
El 21 de marzo de 2007, la CMT adjudicó a Nexion un contrato de consultoría y asistencia por valor de 316 053 euros para «la implantación de un sistema de gestión del conocimiento accesible desde Internet».
Año y medio después, en noviembre de 2008, la CMT presentó públicamente Wikitel como un wiki basado en el software MediaWiki y especializado en telecomunicaciones. Para la elaboración de parte de los contenidos iniciales participaron tres universidades españolas: la Universidad Carlos III, la Universidad de Barcelona y la Universidad Politécnica de Madrid. El wiki se complementaría con un conjunto de foros y un blog que relataría las novedades del sitio.
Tras el primer año, el blog anunció que el sitio había superado los 200 000 visitantes únicos. El wiki fue indexado por Internet Archive hasta 2013.